# Leucoptera lotella
Leucoptera lotella là một loài bướm đêm thuộc họ Lyonetiidae. Nó được tìm thấy ở Đan Mạch to Bồ Đào Nha, Ý và Croatia, và from Đảo Anh to Ba Lan và Hungary.
Ấu trùng ăn Coronilla varia, Dorycnium pentaphyllum, Lotus corniculatus, Lotus pedunculatus, Lotus uliginosus, Securigera coronata và Tetragonolobus maritimus. Chúng ăn lá nơi chúng làm tổ. 